# Gregor Beugnot
Gregor Beugnot (* 7. Oktober 1957 in Cliron) ist ein französischer Basketballtrainer und ehemaliger -spieler.

## Laufbahn

### Spieler
Sein Vater Jean-Paul war ebenso französischer Nationalspieler wie sein Bruder Éric.
Nach Stationen in Reims (1976/77) und Asnières (1977/78) wechselte er 1978 zu SCM Le Mans und wurde dort Mannschaftskollege seines Bruders Eric. 1979 wurden die beiden Brüder gemeinsam französischer Meister. 1982 wurde Beugnot mit Le Mans wiederum Meister und erzielte im entscheidenden Spiel kurz vor Schluss die siegbringenden Freiwürfe. Der Aufbauspieler blieb bis 1984 in Le Mans. 1984 schloss er sich CSP Limoges an, mit der Mannschaft gewann er 1985, 1988 und 1989 ebenfalls die französische Meisterschaft sowie 1988 den Europapokal der Pokalsieger.
Als Mitglied von Frankreichs Nationalmannschaft nahm er 1984 an den Olympischen Spielen teil, bei der Europameisterschaft 1989 war er mit 11,4 Punkten je Begegnung drittbester Korbschütze der Auswahl hinter Stéphane Ostrowski und Richard Dacoury. Er bestritt 54 Länderspiele für sein Land.

### Trainer
1989 übernahm Beugnot das Amt des Spielertrainers bei Paris Racing Basket, ab 1990 war er ausschließlich Trainer und betreute Racing bis 1992.
Ab 1992 war er Trainer von ASVEL Lyon-Villeurbanne. Mit ASVEL wurde er 1996, 1997 und 2001 französischer Pokalsieger sowie 1996, 1997, 1999, 2000 und 2001 französischer Vizemeister. In der Saison 1996/97 erreichte er mit ASVEL das Halbfinale im Europapokal der Landesmeister, dort unterlag man dem FC Barcelona. Im Spieljahr (2001/02) nach Beugnots Abschied aus Lyon-Villeurbanne wurde ASVEL nach den vergeblichen Anläufen dann unter Bogdan Tanjević französischer Meister.
Im Februar 2002 wurde Beugnot Trainer des italienischen Erstligisten Metis Varese. Dort blieb er bis März 2003 im Amt. Von 2003 bis 2013 trainierte er Élan Sportif Chalonnais. Die Mannschaft führte er 2011 und 2012 zum Gewinn des französischen Pokalwettbewerbs. 2012 erreichte Beugnot mit Élan Chalon ebenfalls das Endspiel des Europapokalwettbewerbs EuroChallenge, verlor dort jedoch gegen Besiktas Istanbul.
Zwischen 2013 und 2015 war Beugnot Trainer von Paris-Levallois. Im Mai 2016 übernahm er bis Saisonende 2015/16 das Traineramt beim Zweitligisten JL Bourg-en-Bresse. Ende November 2016 trat er seinen Dienst als Trainer des Erstligisten SLUC Nancy an. Er stieg mit Nancy im Frühjahr 2017 in die zweite Liga ab. Anfang Juni 2018 endete seine dortige Amtszeit, nachdem der Wiederaufstieg verpasst worden war.